# Пермский уезд
Пе́рмский уе́зд — административно-территориальная единица в составе Пермской губернии Российской Империи и РСФСР, существовавшая в 1781—1923 годах. Уездный город — Пермь.

## География
Пермский уезд располагался в западной части губернии, то есть к западу от Уральского хребта, и занимал площадь 27 270,9 км2 (23 961,8 кв. вёрст). Территория уезда весьма гориста, особенно же восточная часть, где по границе с Верхотурским уездом проходит главная цепь Уральского хребта: от последнего отходят отроги к западу, наполняющие собой почти всю площадь уезда. Эти побочные отроги сопровождают течение реки Чусовой и всех её притоков; из береговых утёсов, известных у местных жителей под названием «камней», особенно значительны утесы по реке Чусовой от границ Кунгурского уезда до устья реки Койвы. От цепи гор, сопровождающих берега Чусовой, отделяются второстепенные ветви к северу и югу; первые сопровождают притоки её с правой стороны, вторые с левой. Весьма незначительная часть уезда лежит по правому берегу Камы; эта часть низменна и довольно ровна.
Территория уезда почти целиком лежит в области распространения пермской формации; только западный отклон Уральского хребта занят переходными горными породами, к которым прилегают полосы девонской и каменноугольной формации. Из минеральных богатств следует упомянуть: золотые россыпи, из них значительны — Крестовоздвиженские; медные и чугунные руды, употребляемые на выплавку металлов на местных заводах; месторождения каменного угля, а именно Сысоевское в 2,1 км (2 верстах) от Архангело-Пашийского завода и Вашкурское в 18,1 км (17 вер.) от села Калина, вверх по реке Чусовой; кроме того есть платиновые россыпи, а в Адольфовском прииске добывались алмазы. В 1895 году на всех горных заводах уезда промыто: золотых песков до 32,7 тыс. т (2 млн. пудов), с содержанием в 100 пудах 36 долей; платиносодержащих песков 208 тыс. т (12,7 млн пудов), добыто 78,6 кг (39 пудов 36 фунтов) платины; медной руды и медного песчаника добыто и проплавлено 3 243 т (198 тыс. пудов) и выплавлено штыковой меди 82 607 кг (5 043 пудов), железной руды 167 тыс. т (10,2 млн пудов) и выплавлено кричного, пудлингового, литого и др. железа до 41 тыс. т (2,5 млн пудов). Почва уезда преимущественно глинистая, а в восточной части, прилегающей к Уральскому хребту — каменистая.
Вся площадь уезда лежит в системе реки Камы, которая, протекая в главном направлении от севера к югу, по большей части служит границей с Оханским уездом. Из рек, впадающих в Каму, более других значительны: Косьва, принадлежащая уезду только частью, Висим, по коему производится значительный сплав леса, Добрянка, Полазна с двумя на них горными заводами — Добрянским и Полазнинским; Чусовая, вступающая в пределы уезда из Кунгурского уезда ниже Ослянской пристани и протекающая по всему уезду в главном направлении от востока к западу; Мотовилиха (см. выше), Ягошиха, Юг с Югокамским заводом. Все это притоки левые.
Из правых притоков Камы значительна река Обва. Река Чусовая имеет особенно важное значение, так как она со своими притоками орошает наибольшую часть уезда; главнейшие её притоки справа: Койва, принимающая речки Бисерт и Кусью, на коих находятся горные заводы, Усьва с Вильвой, в которую впадает река Вижай, принимающая речку Пашию (на последней Архангело-Пашийский завод); слева в Чусовую впадает Сылва, принадлежащая уезду только нижней частью. Кама, Чусовая и Сылва судоходны, с Койвы и Усьвы весной сплавляются металлы. Пристаней на реке Каме было шесть — Слудская, Добрянская, Полазнинская, Мотовилихинская, Пермская и Югокамская; на реке Чусовой 2 — Рассолинская и Усть-Долговская. Главный груз, за исключением Пермской пристани, состоял из металлов. Значительных озёр на территории уезда нет; болота встречаются большей частью по течению рек; наибольшие из них в пространстве между нижним течением речки Гайвы и Камой — длиной до 21,3 км (20 вёрст), по течению речки Сурьи, притока Усьвы, — до 8,5 км (8 вёрст), к югу от Бисертского завода, между речками Ольховкой и Малой Воронкой, притоками Койвы — до 10,7 км (10 вёрст), в дачах Югокамского завода, от устья речки Юга вверх по Каме — до 10,7 км (10 вёрст).
Несмотря на огромный расход дров горными заводами, уезд был богат лесами: под ними было до 2185,06 км2 (200 000 десятин), то есть до 84 % всей площади. Лес рубился не только для местных заводов, но также на деревянные изделия.

## История
Уезд образован 27 января (7 февраля) 1781 года в составе Пермской области Пермского наместничества. С 12 (23) декабря 1796 года — в составе Пермской губернии.
3 ноября 1923 года уезд был ликвидирован, его территория вошла в состав Пермского округа Уральской области.

## Население
В 1896 году население уезда составляло 240 428 человек (119 582 мужчины и 120 846 женщин): дворян — 352, духовного звания — 712, почётных граждан и купцов — 255, мещан — 1 442, военного сословия — 15 986, крестьян — 221 464, прочих сословий — 217. Из них православных — 228 755, старообрядцев — 4 685, католиков — 218, протестантов — 59, иудеев — 68, мусульман (в основном татары и башкиры) — 6 479, прочих исповеданий 164. 3 стана, 45 волостей, 218 сельских обществ, 7 участков земских начальников. Церквей 78 (включая 16 единоверческих), мечетей 7. Магометанскую религию исповедуют башкиры и татары.
По данным переписи 1897 года в уезде проживало 272 967 чел (в том числе русские — 259 177, татары — 6982, башкиры — 3677 и др.).

## Административное деление
В 1913 году в состав уезда входило 44 волостей:
| - Архангело-Пашийская — с. Архангело-Пашийский завод, - Бисерская — с. Бисерский завод, - Богородская, - Больше-Буртымская, - Васильевская, - Верхне-Муллинская, - Дивьинская — с. Усть-Дивья, - Добрянско-Заводская — с. Добрянский завод, - Добрянско-Подзаводская — с. Добрянский завод, - Ильинская, - Калино-Камасинская — с. Калино, - Канабековская, - Кояновская, - Красно-Слуцкая, - Крестовоздвиженская, | - Кривецкая, - Култаевская, - Курашимская — с. Курашимский завод, - Кусье-Александровская — с. Кусье-Александровский завод, - Лысвинская — с. Лысвинский завод, - Мотовилихинская — с. Мотовилихинский завод, - Насадская, - Нижне-Муллинская — с. Нижне-Муллинский завод, - Никулинская, - Ново-Ильинская, - Останинская, - Перемская, - Полазнинская — с. Подполазнинский завод, - Полуденская, - Сенкинская, | - Сергинская, - Слудская, - Средне-Егвинская, - Сретенская, - Троицкая, - Успенская, - Усть-Гаревская — с. Усть-Гаревское, - Усть-Сыльвинская, - Филатовская, - Челвинско-Русаковская — с. Васильевское, - Чусовская — с. Чусовской завод, - Юговская — с. Юговский завод, - Юго-Камская — с. Юго-Камский завод, - Янычевская. |

## Экономика
Хлебопашеством жители занимались повсеместно. Под пашнями было всего до 1638,81 км2 (150 тыс. десятин) земли, то есть до 6,5 % всей площади. Хлеба обычно хватало для собственного потребления земледельцев, но заводское население снабжалось хлебом из Красноуфимского и Осинского уездов, а также хлебом, привозимым вверх по Каме. В среднем ежегодно засеивалось: рожью — 505,85 км2 (46 300 десятин), пшеницей — 15,30 км2 (1400 дес.), овсом — 390,04 км2 (35 700 дес.), ячменем — 175,90 км2 (16 100 дес.), полбой — 0,44 км2 (40 дес.), гречихой — 0,44 км2 (40 дес.), горохом — 8,19 км2 (750 дес.), картофелем — 2,62 км2 (240 дес.). Средний годовой сбор: ржи — 40 953 т (2 500 100 пд), пшеницы — 1294 т (79 000 пд), овса — 31 123 т (1 900 000 пд), ячменя — 14 009 т (855 200 пд), полбы — 33,6 т (2050 пд), гречихи — 24,6 т (1 500 пд), гороха — 560 т (34 200 пд), картофеля — 1607 т (98 100 пд).
Скотоводство, несмотря на обилие пастбищных мест, было мало развито; садоводство, огородничество и пчеловодство по климатическим условиям едва удовлетворяют местным нуждам. Были распространены рубка леса и подвозка его к заводам и пристаням, кустарное производство разной деревянной посуды, телег, саней, колёс и пр., работы на заводах, рудниках и золотых промыслах, бурлачество по рекам Каме, Чусовой и Сылве, рыболовство, звероловство, извоз, плотничество, шерстобитство, шитье одежды.
В 1895 году на 644 фабриках и заводах было выпущено продукции на 7 млн. рублей, при 17 тыс. рабочих. Производство десяти чугуноплавильных и железоделательных заводов достигло 4,5 млн, пушечного завода — 1,3 млн руб. Мотовилихинский казённый завод составлял с Юговским особый Пермский округ. В трёх селениях было 6 ярмарок, на одном из заводов 4 торжка.

## Местное самоуправление
Начальных земских и церковно-приходских школ было 44; при 11 из них действовали библиотеки; в школах обучалось до 2 тысяч детей. Для проживающих в городе мещан уездное земство никаких лечебных заведений, врачей и фельдшеров не содержало; они лечились в губернской земской больнице, как и пребывающие в Перми на заработках сельские обыватели. Для сельских жителей земство в 1896 году содержало 7 лечебниц, 10 врачей и 45 лиц низшего медицинского персонала. В заводских поселениях обыватели, не имеющие права на даровое пользование от заводов, помещались в заводские госпитали за счёт уездного земства. Расходы земства в 1896 году составили 233 180 руб., в том числе на земское управление 18 135 руб., на народное образование 58 150 руб., на врачебную часть 59 875 руб. Доходы составляли 240 525 руб.